# Шуйский государственный педагогический университет имени Д. А. Фурманова
Шуйский государственный педагогический университет имени Д. А. Фурманова — высшее учебное заведение, основанное 24 сентября 1816 года, осуществляющее подготовку и переподготовку педагогических кадров  Министерства образования и науки Российской Федерации. С 11 января 2013 года в качестве обособленной структуры входит в структуру Ивановского государственного университета.

## История

### Предыстория
6 октября 1816 года в городе Шуя было открыто Шуйское духовное училище, для обучения будущих священнослужителей и духовных особ, первым инспектором училища был назначен протоиерей И. А. Субботин. До середины 1860 года среди воспитанников училища были и совершеннолетние и не совершеннолетние в возрасте от четырнадцати до двадцати двух лет, с 1868 года после реформы образования императора Александра II в училище принимали только несовершеннолетних воспитанников в возрасте до десяти лет. 
6 октября 1916 года Шуйское духовное училище отметило свой столетний юбилей. За период существования училища, из его стен вышло немало известных духовных и общественных деятелей, таких как: архиепископы Агафангел и Савва, епископ Афанасий, профессор И. В. Цветаев и писатель Д. Н. Семеновский.

### Основная история
3 июня 1918 года Постановлением Совета народных комиссаров РСФСР на базе Шуйского духовного училища были созданы  Шуйские рабоче-крестьянские педагогические курсы, ставшие одним из первых учебных заведений на территории Иваново-Вознесенской губернии. В 1921 году Шуйские рабоче-крестьянские педагогические курсы были преобразованы в Шуйский педагогический техникум В 1935 году на базе техникума было создано Шуйское педагогическое училище имени Н. К. Крупской.
В 1939 году Постановлением СНК РСФСР педагогическое училище было преобразовано  в Шуйский учительский институт, для подготовки учителей общеобразовательных школ, став высшим учебным заведением. В структуре института было создано два факультета: естественно-географический и физико-математический. С 1939 по 1952 годы из стен учительского института было выпущено более одной тысячи восемьсот девяносто педагогических кадров. В 1952 году Постановлением Совета Министров СССР на базе учительского института был создан Шуйский государственный педагогический институт, в структуру института с 1957 года входили четыре общеинститутских факультета: истории, литературы, физико-математический и русского языка.
В 1972 году Постановлением Совета Министров СССР учебная структура Шуйского государственного педагогического института имени имени Д. А. Фурманова была расширена с добавлением четырёх факультетов: физической культуры, заочного обучения, дошкольного воспитания и педагогики и методики начального обучения.
В 1987 году в структуре института был создан — индустриально-педагогический факультет, в 1994 году создаётся — социально-гуманитарный факультет. В 1996 году Постановлением Правительства Российской Федерации Шуйский государственный педагогический институт был преобразован в университет, в 2001 году в университете был создан факультет искусств по направлениям в области народных промыслов и декоративно-прикладного творчества, культурологии и изобразительного искусства.
11 января 2013 года распоряжением Министерства образования и науки Российской Федерации № 106, Шуйский государственный педагогический университет в качестве обособленного высшего учебного заведения (филиала) вошёл в структуру Ивановского государственного университета. В учебную структуру университета входят десять кафедр: технологии, экономики и сервиса, математики, информатики и методики обучения, истории, географии и экологии, культурологии и изобразительного искусств, романо-германских языков и методики обучения, русского языка и методики обучения, педагогики и специального образования, психологии и социальной педагогики, безопасности жизнедеятельности и адаптивной физической культуры, теории и методики физической культуры и спорта и четыре факультета: историко-филологический, физической культуры, технологии, экологии и сервиса и психологии и педагогики. 
В составе профессорско-преподавательского состава университета работают 116 преподавателей, из них — 20 докторов и 71 кандидат наук, 12 профессоров и 51 доцент. За период своего существования с 1957 года Шуйский государственный педагогический университет выпустил более двадцати тысяч педагогических кадров.

## Структура
Основной источник:

### Факультеты
- Историко-филологический факультет
- Факультет физической культуры
- Математико-технологический факультет
- Факультет психологии и педагогики

### Кафедры
- Кафедры технологии, экономики и сервиса
- Кафедры математики, информатики и методики обучения
- Кафедры истории, географии и экологии
- Кафедры культурологии и изобразительного искусств
- Кафедры романо-германских языков и методики обучения
- Кафедры русского языка и методики обучения
- Кафедры педагогики и специального образования
- Кафедры психологии и социальной педагогики
- Кафедры безопасности жизнедеятельности и адаптивной физической культуры
- Кафедры теории и методики физической культуры и спорта

## Руководство
- 1952—1956 — Ильин, Иван Васильевич
- 1956—1959 — Калинников, Александр Алексеевич
- 1959—1968 — к.и.н. Грачёв, Владимир Фёдорович
- 1968—1971 — д.ф.н., профессор Бельский, Корней Трофимович
- 1971—1975 — Целищев, Павел Фёдорович
- 1975—1986 — к.п.н. Афанасьев, Александр Яковлевич
- 1986—2006 — д.п.н., профессор Гуртовой, Евгений Степанович
- 2006—2012 — к.ф.н., профессор Добродеева, Ирина Юрьевна
- с 2013 — д.п.н., доцент Михайлов, Алексей Александрович

## Известные выпускники и педагоги
- Розанова, Людмила Анатольевна — д.ф.н., профессор
- Прохоров, Михаил Михайлович — д.ф.н., профессор[6]
- А